# ジェネシス・GV80
GV80（ジーヴイ・エイティー）は韓国の自動車メーカー現代自動車の高級車部門であるジェネシスが販売する中型SUVである。

## 概要
ジェネシス第4の車種であり、ブランド初となるSUVである。車名のGVのVはVersatility（汎用性）を意味する。中型の高級SUVでメルセデス・ベンツ・GLEクラス、BMW・X5、レクサス・RX、ボルボ・XC90などと同じセグメントとなる。

## 歴史

### 初代（JX1型、2020年 - ）
2020年1月15日、ソウル近郊にあるキンテックスにおいて発表イベントが行われた。
スタイリングは韓国、アメリカ、ドイツにあるジェネシスのデザインスタジオが共同で手掛けた。GV80はジェネシスのAthletic Eleganceデザイン言語に基づく最初の車種であり、クレストグリルや二重線クアッドランプといったジェネシスのシグネチャーデザインが導入されている。
他のジェネシスのセダンと同様にRWDベースのプラットフォームを採用し、AWDも用意される。韓国仕様にはジェネシス専用となる直列6気筒 3.0L ディーゼルが搭載される。最高出力278ps、最大トルク60.0kgf・mを発揮する。追って2種類のターボチャージャー付きガソリンエンジンもラインナップに加わる。
AWDモデルには砂地、泥、雪などあらゆるの路面に対するモードを備えるマルチテレインコントロールが搭載される。また、リアアクスルには電子制御リミテッド・スリップ・デファレンシャルが装備される。
ロードノイズを低減するロードノイズ・アクティブノイズコントロール（RANC）を採用した車種はGV80が世界初となる。また空気清浄システムも装備される。
GV80には先進運転支援システムとして、世界初となる機械学習ベースのスマートクルーズコントロール（SCC-ML）、ハイウェイ・ドライビング・アシスト（HDA Ⅱ）、前方衝突回避支援システム（FCA）、死角衝突回避支援システム（BCA）、後退時衝突回避支援システム（RCCA）、ドライバー・アテンション・アラート・ウォーニング（DAW）が搭載される。
ダッシュボードには14.5インチのタッチスクリーンを備えたインフォテインメントシステムが装備される。トランスミッションの操作はセンターコンソールにある電子バイワイヤ式のダイヤルシフトで行う。ジェネシス・インテグレーテッド・コントローラーは手書き文字認識を備えており、ソフトウェアキーボードなしで電話番号などの入力が可能である。また、韓国仕様には車載決済システムであるGenesis CarPayも組み込まれる。
アメリカ合衆国での販売は2020年夏。ジェネシス・モーター・ノースアメリカCEOのマーク・デル・ロッソによれば、5月11日時点で既に1万台近い予約が入っているとのことである。同年9月22日、高圧燃料ポンプの欠陥により、約8800台がリコール（回収・無償修理）の対象となった。
2021年2月23日、タイガー・ウッズが運転するGV80が走行中コントロールを失い車道から外れ、6メートル転落。車内部は損傷しなかったが、衝突の衝撃は乗員にもろにかかってしまい、ウッズは両足を複雑骨折してしまった。この事故をめぐりアメリカのインターネットでは「高級車ブランドのジェネシスだから命が助かった」とする主張と、「韓国車のジェネシスでなかったらそもそも怪我をしなかった、或いは事故自体が起きていなかった」とする主張で論争が起きた。